# Derovatellus wewalkai
Derovatellus wewalkai är en skalbaggsart som beskrevs av Olof Biström 1979. Derovatellus wewalkai ingår i släktet Derovatellus och familjen dykare. Inga underarter finns listade i Catalogue of Life.